# Alfred Schreuder
Alfred Schreuder (Barneveld, 2 november 1972) is een Nederlands voetbaltrainer en voormalig voetballer. Schreuder kwam als speler onder andere uit voor RKC, NAC en Feyenoord en was hoofdtrainer van FC Twente, 1899 Hoffenheim, Club Brugge, Ajax en Al Ain.

## Carrière als speler
Schreuder speelde in de jeugd van SDV Barneveld en Feyenoord. In 1987 sloot hij zich samen met zijn oudere broer Dick Schreuder aan bij PSV, waar ze hun intrek namen op het jeugdinternaat. Hij nam deel aan het Europees kampioenschap voetbal onder 16 - 1989.  Bij de start van het seizoen 1989/90 werden de beide broers Schreuder aan de eerste selectie van PSV toegevoegd. De jongste Schreuder kwam niet tot spelen bij PSV. In 1990 verkaste Schreuder terug naar Feyenoord, waar hij een tweejarig contract tekende. Zijn broer zou hem volgen, maar door een blessure ging deze transfer niet door. PSV spande tevergeefs een arbitragezaak bij de KNVB aan om een opleidingsvergoeding te krijgen voor Alfred Schreuder. In april 1992 maakte Schreuder als linkermiddenvelder zijn debuut in het betaald voetbal in een uitwedstrijd van Feyenoord tegen FC Groningen. Het zou vooralsnog bij deze ene wedstrijd blijven. In 1993 tekende Schreuder een contract bij RKC.
Schreuder kwam tot 1997 uit voor de ploeg uit Waalwijk en speelde vervolgens tot 2003 bij NAC Breda. In 1999 degradeerde hij met NAC naar de Eerste divisie, een jaar later werd het team kampioen en keerden ze terug in de Eredivisie. In seizoen 2003/2004 kwam hij uit voor Feyenoord, vervolgens speelde hij een seizoen voor RKC waarna hij weer terugkeerde bij Feyenoord. In seizoen 2005/2006 speelde hij weinig vanwege de ziekte en het overlijden van zijn dochter. Na zijn terugkeer bij Feyenoord raakte hij geblesseerd en moest hij aan de enkel worden geopereerd.
Vanaf 2007 kwam Schreuder uit voor FC Twente. Hij kwam tot slechts drie korte invalbeurten en zette in maart 2008 een punt achter zijn betaald voetballoopbaan. Hij speelde enkele wedstrijden voor SDV Barneveld waar zijn broer trainer was en liep als assistent-trainer stage bij het beloftenelftal van FC Twente. In seizoen 2008/2009 keerde hij toch weer terug in het betaald voetbal en tekende hij een contract voor één jaar bij Vitesse. Ook hier kwam hij weinig tot spelen en in januari 2009 stopte hij definitief met profvoetbal.

## Carrière als trainer
Vanaf januari 2009 was Schreuder assistent van hoofdcoach Theo Bos bij Vitesse. In de zomer van 2009 keerde hij terug naar FC Twente, waar hij een contract als assistent-trainer tekende voor drie jaar. Het elftal onder leiding van hoofdtrainer Steve McClaren en met Schreuder en Kees van Wonderen als assistenten werd dat seizoen kampioen van Nederland. McClaren vertrok in 2010 en werd opgevolgd door Michel Preud'homme. Schreuder verlengde zijn contract in oktober 2010 tot medio 2014. Bij Twente kreeg hij vanaf 2011 te maken met hoofdtrainer Co Adriaanse en na diens ontslag vanaf januari 2012 opnieuw met McClaren. In 2012 was er sprake van dat hij als assistent van Bert van Marwijk bij het Nederlands elftal aan de slag zou gaan, maar toen deze vervangen werd door Louis van Gaal ging de overeenkomst niet door.
Nadat Steve McClaren zijn contract had ingeleverd werd Schreuder op 26 februari 2013 aangesteld als interim-hoofdtrainer van FC Twente. Omdat hij niet over de juiste diploma's beschikte, kreeg hij in april Michel Jansen naast zich. In het seizoen 2013/14 was Jansen op papier de hoofdtrainer en Schreuder zijn assistent, maar in de praktijk waren de rollen omgedraaid. Schreuder haalde in het voorjaar van 2014 zijn diploma als hoofdtrainer en werd per 1 juli 2014 ook officieel aangesteld in die positie. Hij beëindigde het seizoen 2014/15 met FC Twente op de tiende plaats in de Eredivisie, de laagste positie van de club sinds het seizoen 2002/03. Op 30 augustus 2015 werd hij na drie nederlagen en een gelijkspel in de eerste vier wedstrijden van het seizoen ontslagen.
In oktober 2015 werd Schreuder aangesteld bij TSG 1899 Hoffenheim, als assistent van de eveneens net aangestelde hoofdtrainer Huub Stevens. Op 10 februari 2016 legde Stevens zijn functie wegens gezondheidsredenen neer. Julian Nagelsmann werd vervolgens aangesteld als hoofdtrainer en Schreuder bleef als assistent verbonden aan de Bundesliga-club. In januari 2018 verkaste hij naar AFC Ajax, waar hij assistent werd van trainer Erik ten Hag. Met de Amsterdammers pakte hij in seizoen 2018/19 de dubbel en bereikte hij de halve finale van de UEFA Champions League. Met ingang van seizoen 2019/20 keerde hij terug naar Hoffenheim waar hij Nagelsmann opvolgde als hoofdtrainer. Schreuder tekende een contract tot 30 juni 2022. Op 9 juni 2020 stapte Schreuder echter op. Volgens de clubleiding was er een verschil van mening over de te volgen koers. Op 21 augustus 2020 tekende Schreuder een tweejarig contract bij FC Barcelona als assistent-trainer van Ronald Koeman, die enkele dagen ervoor was aangesteld als hoofdtrainer. Na het ontslag van Koeman op 28 oktober 2021, werd het dienstverband van Schreuder per 1 november dat jaar beëindigd.
Op 3 januari 2022 werd Schreuder hoofdtrainer bij het Belgische Club Brugge, waar hij Philippe Clement opvolgde. Hij tekende een contract voor onbepaalde tijd, waarin een kleine afkoopsom was opgenomen. Bij zijn aantreden had Club Brugge nog een achterstand op Union Sint-Gillis, desondanks wist Schreuder kampioen van België te worden met zijn ploeg. Hij oogstte lof met attractief voetbal.
Op 12 mei 2022 maakte Ajax bekend dat Schreuder vanaf het seizoen 2022/23 Erik ten Hag zou opvolgen als hoofdtrainer. Hij tekende een contract tot en met 30 juni 2024, met een optie voor een derde seizoen. In Schreuders eerste officiële wedstrijd als hoofdtrainer van Ajax werd de strijd om de Johan Cruijff Schaal met 3–5 verloren van PSV. De eerste zes competitiewedstrijden werden gewonnen, maar vervolgens verloor Ajax in de Eredivisie van AZ. In de UEFA Champions League werd Ajax in de groepsfase uitgeschakeld door Liverpool FC en SSC Napoli, waartegen Ajax met 6–1 verloor; Ajax' grootste nederlaag ooit in een Europese wedstrijd. Na een nederlaag tegen PSV in november 2022 speelde Ajax zes keer achter elkaar gelijk, tegen Vitesse, FC Emmen, N.E.C., FC Twente, Feyenoord en FC Volendam. De reeks van zeven wedstrijden was de gedeeld langste reeks zonder zege in de Eredivisie in Ajax' clubgeschiedenis. Gedurende deze reeks werd Schreuder veel bekritiseerd, ook door Daley Blind, de speler die die winter transfervrij vertrok bij Ajax. Op 26 januari 2023, direct na afloop van het gelijkspel tegen Volendam, werd Schreuder op non-actief gezet. Het vele puntverlies en het volgens de Ajax-directie gebrek aan ontwikkeling van het eerste team waren de hoofdoorzaken.
In mei 2023 tekende Schreuder in de Verenigde Arabische Emiraten bij de club Al Ain FC. Dertien duels wist Schreuder winnend af te sluiten, slechts twee duels gingen verloren. Toch is op 11 November 2023 in overleg besloten de samenwerking vroegtijdig te beëndigen. In het clubstatement laat Al Ain FC weten dat een gebrek aan samenhang tussen de coach en zijn staf de reden is achter het besluit. Schreuder en zijn ex-werkgever zijn per direct uit elkaar.
Drie weken na zijn vertrek bij Al Ain vond Schreuder een nieuwe club, wederom in de Verenigde Arabische Emiraten. Hij tekende bij Al-Nasr SC. Met deze club bereikte Schreuder de bekerfinale en eindigde hij in de middenmoot van de UAE Pro League. Op 25 april 2025 werd bekend dat Schreuder aan het einde van het seizoen zou vertrekken om dichterbij zijn gezin een nieuwe baan te vinden.

## Erelijst
Als speler
 Feyenoord
- Nederlandse Supercup: 1991
- KNVB beker: 1991/92

 NAC Breda
- Eerste divisie: 1999/00

Als assistent-trainer
 FC Twente
- Eredivisie: 2009/10
- Johan Cruijff Schaal: 2010, 2011
- KNVB beker: 2010/11

 Ajax
- Eredivisie: 2018/19
- KNVB beker: 2018/19

 FC Barcelona
- Copa del Rey: 2020/21

Als trainer
 Club Brugge
- Jupiler Pro League: 2021/22

## Clubstatistieken
| seizoen | club      | competitie     | duels | goals |
| ------- | --------- | -------------- | ----- | ----- |
| 1991/92 | Feyenoord | Eredivisie     | 01    | 0     |
| 1992/93 | Feyenoord | Eredivisie     | 0     | 0     |
| 1993/94 | RKC       | Eredivisie     | 29    | 1     |
| 1994/95 | RKC       | Eredivisie     | 29    | 3     |
| 1995/96 | RKC       | Eredivisie     | 29    | 1     |
| 1996/97 | RKC       | Eredivisie     | 32    | 2     |
| 1997/98 | NAC       | Eredivisie     | 28    | 0     |
| 1998/99 | NAC       | Eredivisie     | 31    | 1     |
| 1999/00 | NAC       | Eerste divisie | 32    | 3     |
| 2000/01 | NAC       | Eredivisie     | 25    | 2     |
| 2001/02 | NAC       | Eredivisie     | 34    | 0     |
| 2002/03 | NAC       | Eredivisie     | 34    | 2     |
| 2003/04 | Feyenoord | Eredivisie     | 25    | 0     |
| 2004/05 | RKC       | Eredivisie     | 20    | 0     |
| 2005/06 | Feyenoord | Eredivisie     | 02    | 0     |
| 2006/07 | Feyenoord | Eredivisie     | 05    | 0     |
| 2007/08 | FC Twente | Eredivisie     | 03    | 0     |
| 2008/09 | Vitesse   | Eredivisie     | 06    | 0     |

## Privéleven
Schreuder is getrouwd en vader van drie dochters en een zoon. Zijn dochter Anouk overleed in 2006 op zesjarige leeftijd aan de gevolgen van een hersentumor. Tijdens de ziekte en na het overlijden van zijn dochter werd in de Nederlandse voetbalwereld volop meegeleefd met de familie Schreuder. Hij is de jongere broer van Dick Schreuder.